# 樟角村
樟角是马来西亚槟城州威南县中部的一个小村庄，位于高渊和双溪峇甲的中间，而附近有一座小山丘。村内以家具制造业为主。

## 基建
该村仅有一间小诊所，至于其他基础设施的服务则需前往临近的爪夷。

## 教育
该村有一间幼儿园，名为「威南樟角公立幼稚园」，小学和中学生则需前往爪夷村或高渊就读。